# ウォーターフォード県
ウォーターフォード県（愛: Contae Phort Láirge、英: County Waterford）は、アイルランド南部、マンスター地方の県。2016年の人口は114,681人であり、面積は1,857km2。

## 主な都市
- ウォーターフォード
- トラモア
- キル